# Phyllogyalidea
Phyllogyalidea is een geslacht van korstmossen dat behoort tot de orde Lecanorales van de ascomyceten. De typesoort is Phyllogyalidea epiphylla.

## Soorten
Volgens Index Fungorum telt het geslacht twee soorten (peildatum december 2021):
| Soortnaam                  | Auteur(s)                 | Publicatiejaar |
| -------------------------- | ------------------------- | -------------- |
| Phyllogyalidea epiphylla   | (Vězda) Lücking & Aptroot | 2008           |
| Phyllogyalidea phyllophila | (Vězda) Lücking & Aptroot | 2008           |